# Plejebo
Plejecentret Plejebo er et plejehjem som tidligere lå i Saxogade på Vesterbro i København. 
Plejehjemmet blev indviet i 1977 og blev landskendt, da en 32-årig plejehjemsassistent i 1997 blev sigtet for at have ydet aktiv dødshjælp til 22 af hjemmets beboere og samtidig have bedraget de samme beboere for 629.000 kr. Sagen blev kaldt Danmarkshistoriens største mordsag, men endte med et nederlag til politi- og anklagemyndigheden.
Statsadvokat Karsten Hjorth frafaldt nemlig alle sigtelser mod plejehjemsassistenten i december 1998, fordi han ikke vurderede, at sagen kunne føre til at plejehjemsassistenten ville blive fundet skyldig. Hun fik 700.000 kr. i erstatning af staten. Tilbage stod dog stadig, at der havde været rod i medicinhåndteringen på stedet.
I 2010 flyttede beboerne på Plejebo til det nye plejecenter Langgadehus i Valby. I dag rummer bygningen på Saxogade en børnehave og en vuggestue.
Tidligere statsminister Anker Jørgensen boede på Plejebo fra 2008 til han døde i 2016.